# Salvatore Capilungo
Salvatore Capilungo (Lecce, 6 agosto 1928 – Lecce, 2 marzo 2019) è stato un politico italiano.

## Biografia
Nato a Lecce nel 1928, lavorò come dirigente dell'Ufficio imposte di Maglie e divenne in seguito ispettore regionale dell'Ufficio imposte di Bari.
Fu un esponente di spicco della Democrazia Cristiana in Puglia e venne eletto più volte consigliere comunale della sua città, ricoprendo anche l'incarico di segretario provinciale del partito. Dal 1969 al 1977 fu sindaco di Lecce.
Morì a Lecce il 2 marzo 2019 all'età di novant'anni.